# Constructeur
Een constructeur is een bouwmeester (projectleider of architect) en is de eindverantwoordelijke  voor het productieproces van apparaten (schepen, vliegtuigen en  machines) of van constructies (bruggen en huizen).
In de bouw creëert/ontwerpt een architect een bouwwerk waarbij de indeling van een gegeven ruimte en het aanzien van het gebouw bepaald worden. De constructeur wordt vervolgens ingeschakeld om de draagconstructie, bestaande uit kolommen, balken, vloeren en wanden, te ontwerpen en  door te rekenen. Vervolgens zal hij voldoende sterke materialen kiezen die hij voor de draagconstructie wil gebruiken. Bekende materialen zijn beton, staal, hout en metselwerk. Ook esthetische overwegingen spelen een rol.
Bij het ontwerpen van apparaten wordt meestal in een multidisciplinair team gewerkt (zie parallel ontwikkelen). In dit team is de constructeur verantwoordelijk voor het geheel.
Een constructeur past inventiviteit en techniek toe om apparaten of constructies te realiseren. Voorbeelden daarvan zijn het bouwen (of ontwerpen) van een brug of robot. In andere woorden een constructeur ontwerpt, berekent en toetst constructies.
In dit ontwerp- en realisatieproces komen vele aspecten aan de orde. Wat moet het apparaat doen of kunnen? Hoe robuust moet het zijn? Wat mag het kosten? Wanneer moet het klaar zijn? Aan welke esthetische eisen moet het voldoen? Is het veilig?
Afhankelijk van de complexiteit van het bouwwerk of het apparaat is de constructeur ook de projectleider (bouwmeester). Bij grote of complexe projecten rapporteren verschillende constructeurs aan de projectleider.
Een constructeur dient een zeer brede kennis van de techniek te hebben en de vaardigheid om deze kennis toe te passen. 

## Opleiding
Een constructeur is een persoon met een brede algemene kennis van de techniek, opgedaan door ervaring. Daarnaast heeft een constructeur meestal een opleidingsachtergrond als ingenieur.

## Geschiedenis
Leonardo da Vinci en James Watt zijn voorbeelden van constructeurs, met een brede algemene belangstelling, die hun wetenschappelijke kennis gebruikten om constructies te ontwerpen.